# 10. pehotna divizija (Avstro-Ogrska)
10. pehotna divizija (izvirno nemško 10. Infanterie-Division oz. nemško 10. Infanterietruppendivision) je bila pehotna divizija avstro-ogrske kopenske vojske, ki je bila aktivna med prvo svetovno vojno.

## Zgodovina
Divizija je oktobra 1916 prišla na soško fronto in se udeležila osme soške ofenzive.

## Poveljstvo
Poveljniki (Kommandanten)
- Theodor Hordt: avgust–december 1914
- Artur von Mecenseffy: december 1914–avgust 1916
- Emil Lischka: avgust 1916–maj 1917
- Emil von Gologórski: maj 1917–avgust 1918
- Friedrich Watterich von Watterichsburg: avgust–november 1918

## Organizacija
Maj 1914
- 19. pehotna brigada
- 20. pehotna brigada
- 25. poljskotopniški polk
- 27. poljskotopniški polk
- 9. poljskohavbični polk

Maj 1918
- 19. pehotna brigada:

- 15. pehotni polk
- 55. pehotni polk

- 20. pehotna brigada:

- 21. pehotni polk
- 98. pehotni polk

- 10. jurišni bataljon
- 10. poljskoartilerijska brigada
- 6. eskadron, reitende 3. Schützen-Regiment
- 1. četa, 10. saperski bataljon